# Alvier
Alvier – szczyt w paśmie Schweizer Voralpen, części Alp Zachodnich. Leży w Szwajcarii w kantonie St. Gallen. Można go zdobyć ze schroniska Vorder Palfris (1688 m). Na szczycie znajduje się schronisko Gipfelhütte Alvier (2343 m).